# Christian Wirth
Christian Wirth (24. listopadu 1885 Oberbalzheim dnes součást Balzheimu, poblíž města Biberach an der Riss – 26. května 1944 poblíž Terstu) byl SS-Sturmbannführer Waffen-SS za druhé světové války.

## Kariéra

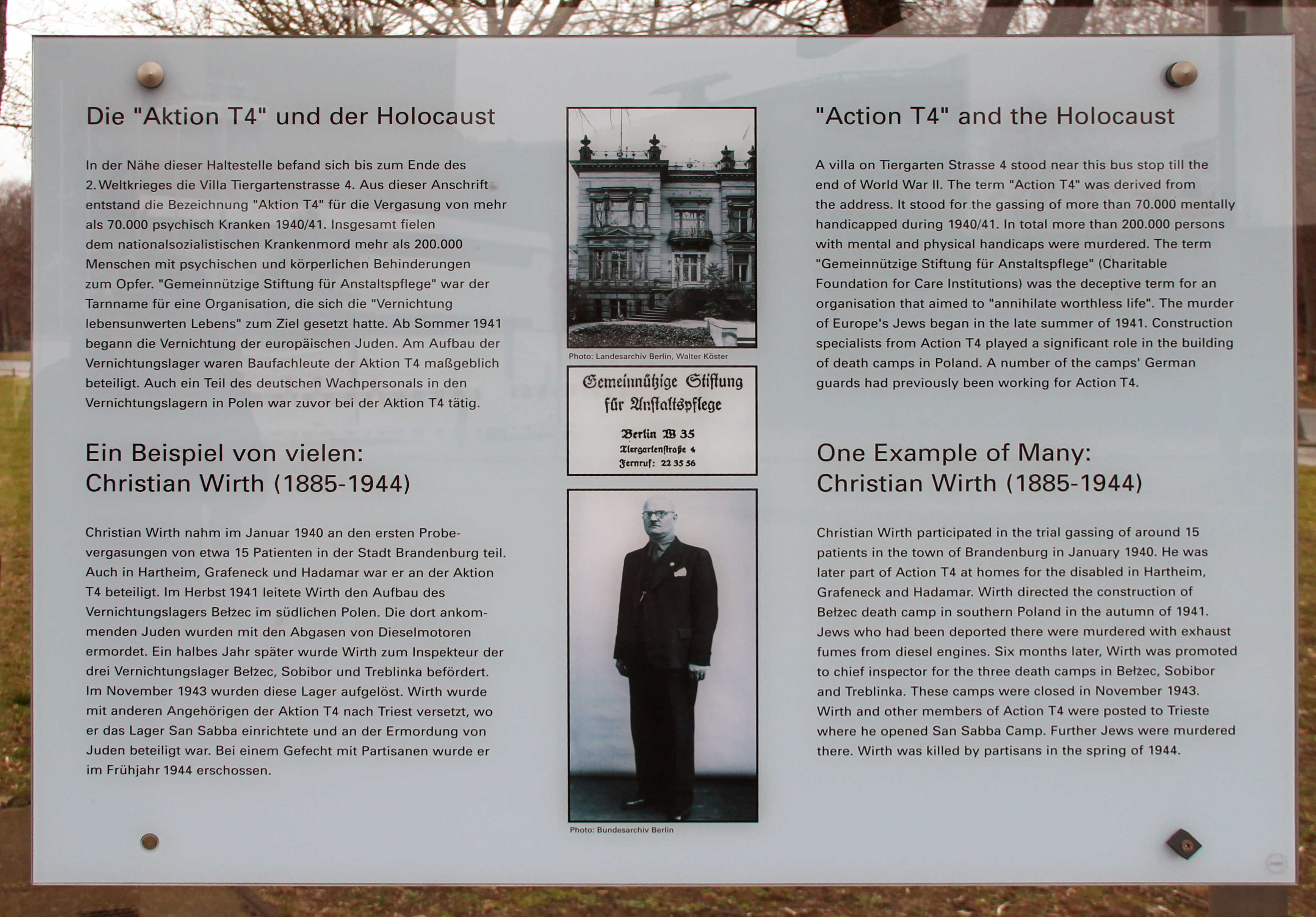
Christian Wirth se také aktivně podílel na Aktion T4

Syn bednářského mistra roku 1910 vstoupil do policejních služeb, do nichž se vrátil i po službě v první světové válce. Christian Wirth, vyznamenaný veterán první světové války, měl dlouhodobé zkušenosti ze služby v pořádkové i kriminální policii.  Roku 1931 se stal členem NSDAP, 1933 vstoupil do SA a 1939 do SS, kde to dotáhl na Sturmbannführera (květen 1943).
Christian Wirth byl přesvědčený nacista, chronický násilník a sadista. Za kariéru vděčil podílu na programu eutanazie (Akce T4). V Branderburgu bylo v lednu 1940 pod jeho dohledem provedeno první známé zplynování mentálně retardovaných osob oxidem uhelnatým. Zde se také zrodil nápad maskovat plynové komory jako sprchové místnosti. Významně se podílel na akci Reinhard, pro niž v obci Belzec postavil vyhlazovací, likvidační tábor. Na cestě vzhůru mu dopomáhala i jeho brutalita, v srpnu 1942 mu vynesla místo inspektora vyhlazovacích táborů a přezdívku „Kristián Ukrutný“ nebo „Štuka“ podle německého střemhlavého bombardéru. Spolu se svým nadřízeným Globocnikem byl Christian Wirth roku 1943 přeložen do Terstu, kde měl organizovat „vystěhování“ Židů. Na služební cestě do Rijeky byl při přestřelce v Erpelle (dnes Hrpelje ve Slovinsku) zastřelen jugoslávskými partyzány.